# Kleine Packhofstraße (Hannover)
Die Kleine Packhofstraße in Hannover ist ein seit dem Mittelalter in der heutigen niedersächsischen Landeshauptstadt bebauter Verkehrsweg. Die Fußgängerzone im Stadtteil Mitte ist der Großen Packhofstraße als „meistfrequentierte Einkaufsstraße“ der Innenstadt benachbart.

## Geschichte und Beschreibung
Der Verlauf der heutigen Kleinen Packhofstraße wurde erstmals im Jahr 1284 als „parvus Wulfeshorn“ bezeichnet, 1348 als „de lutteke Wulfeshorn“. Während des Mittelalters reichte die Straße bis an den  Georgenwall als Teil der Stadtbefestigung Hannovers heran; von dort aus lag linker Hand in der Straße das Wohnhaus des Henkers.
Schon zur Zeit des Kurfürstentums Hannover wurde die Stadtmauer, die bis dahin im Osten Hannovers keinerlei Stadttor besaß, im Jahr 1733 sowohl am Kleinen wie auch am Großen Wulfeshorn durchbrochen, um vor allem bei Feuersnot von außerhalb der hannoverschen Stadtbefestigung Löschgeräte in die engen Gassen bringen zu können. Die Bedeutung des noch 1750 genannten Namens „Kleiner Wolfshorn“ führten die Jahrhunderte später erschienenen Hannoverschen Geschichtsblätter auf „eine volkstümliche Erklärung auf Wölfe zurück, deren Herannahen von einem Wächter durch ein Hornsignal“ angekündigt werden musste.
Zur Zeit des Königreichs Hannover war das Karree um das Wolfshorn „das ärmste Viertel von Hannover“ bevor auch der Kleine Wolfshorn im Jahr 1833 umbenannt wurde „nach dem Packhofe, der damals an der Georgstraße der Einmündung des Großen Wolfeshorne gegenüber lag.“
Noch zur Zeit der Weimarer Republik errichteten die Architekten Adolf Springer und Alexander Kölliker im Jahr 1929 das Kino Weltspiele an der Kleinen Packhofstraße zwischen Georgstraße und Heiligerstraße.